# Hydra 70

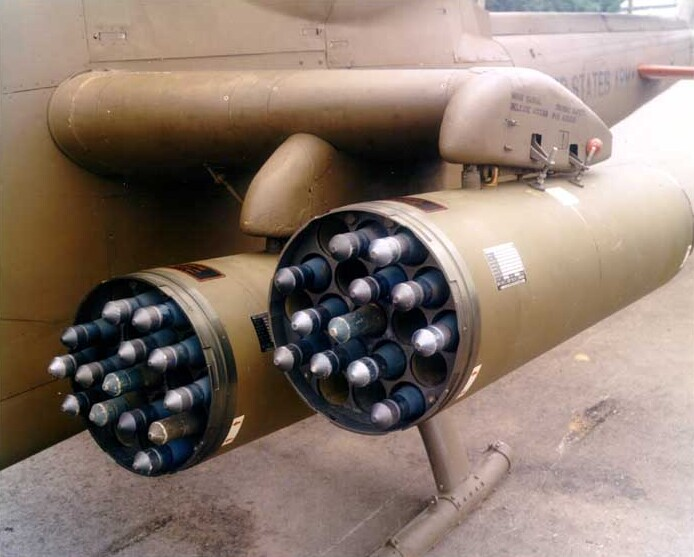
Contenedores de cohetes Hydra 70 en un helicóptero de ataque AH-1 Cobra.

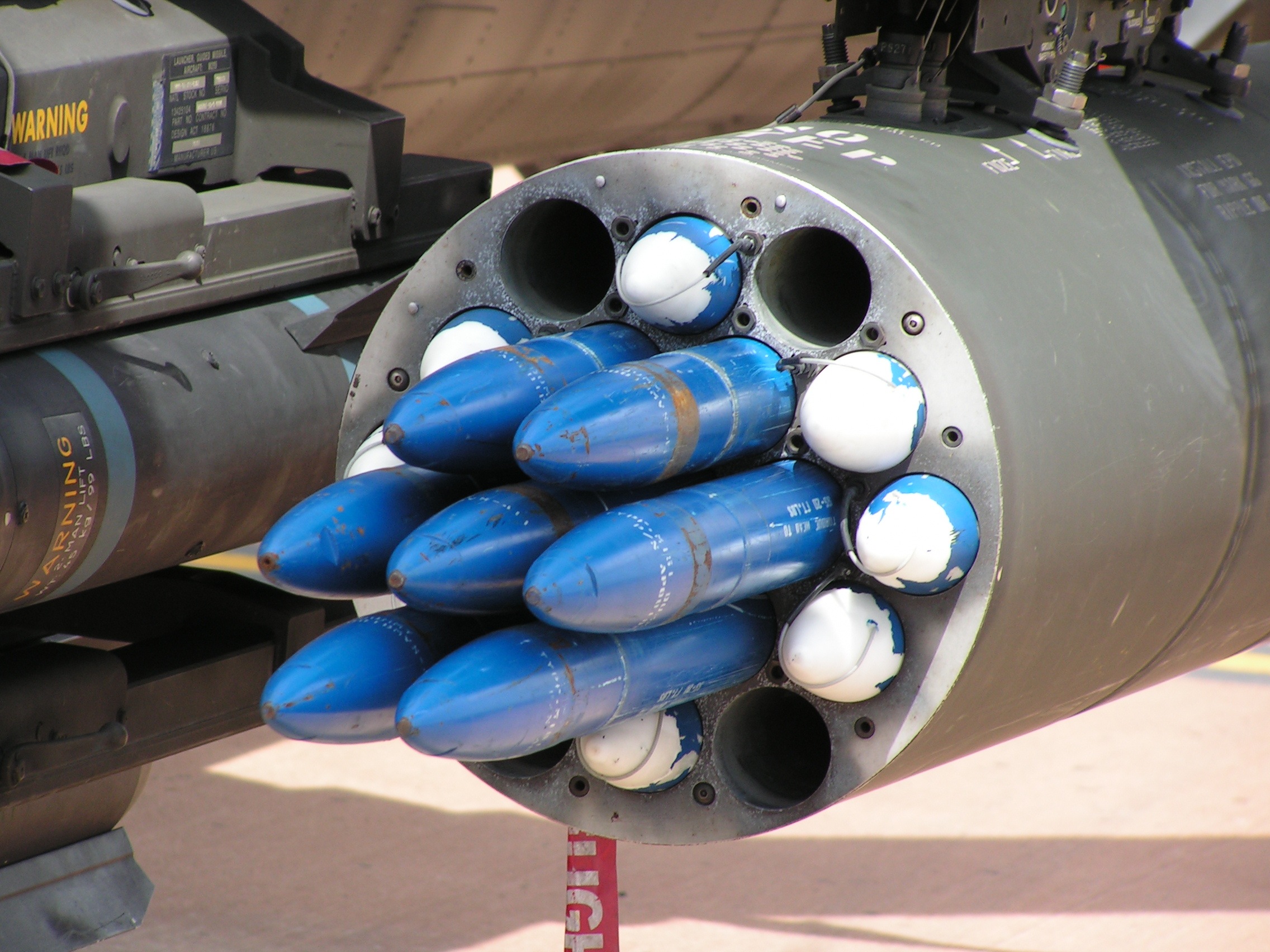
Cohetes Hydra 70 en un contenedor de lanzamiento M261 en un helicóptero de ataque AH-64 Apache.

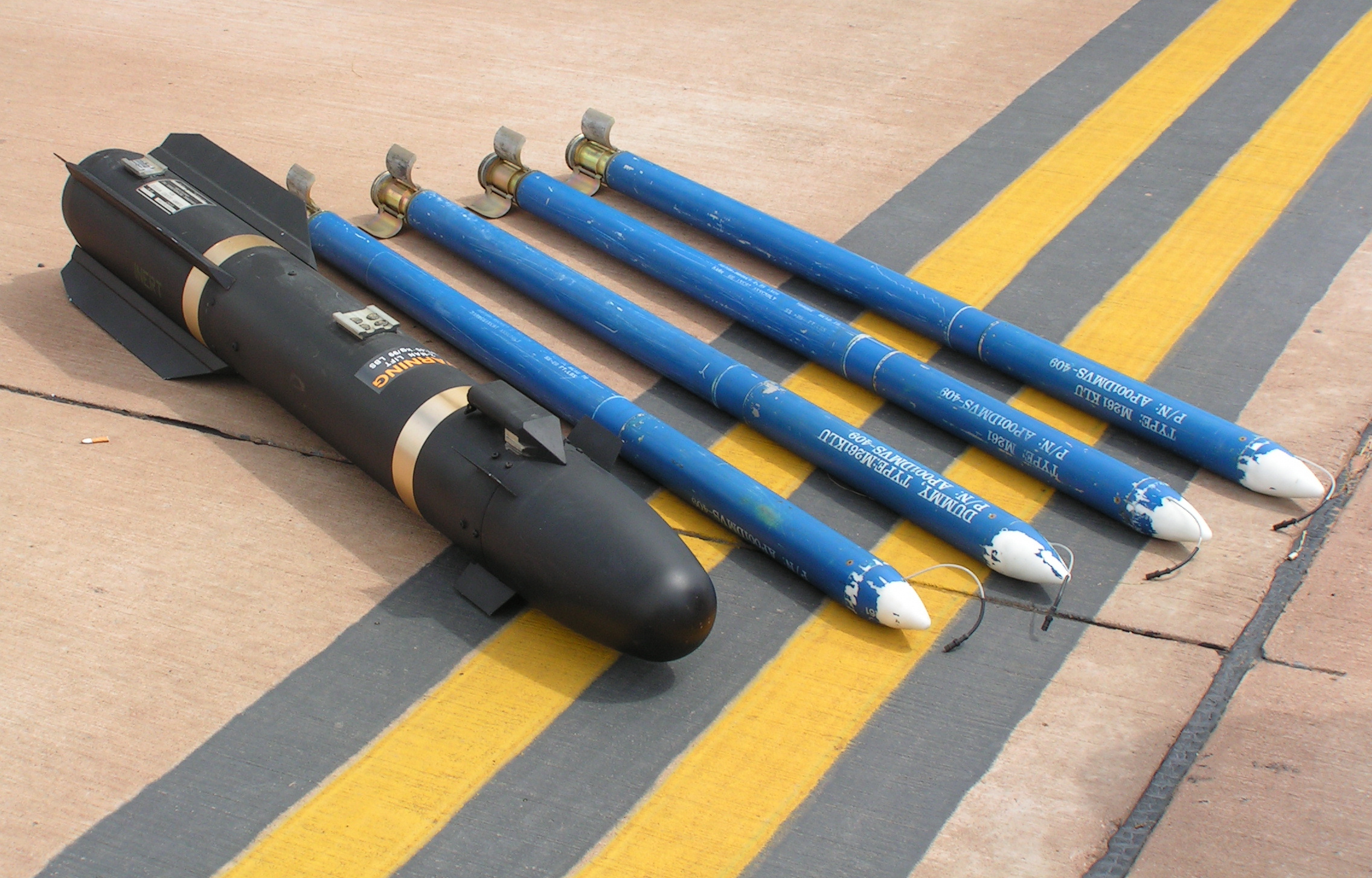
Cohetes Hydra 70 junto a un misil antitanque AGM-114 Hellfire.

Hydra 70 es una clase de cohetes sin guiado de 70 milímetros de diámetro derivados del cohete Mk 4/Mk 40 desarrollado en los años 40 por la Armada de los Estados Unidos para ser disparado desde aviones.

## Características
La familia de cohetes Hydra 70 está basada en el motor universal Mk 66, usado en el cohete Mk 4, del que proviene el Hydra 70. El grano del propelente es más largo y de una formulación diferente que del Mk40/Mk4, sin embargo, la vara estabilizadora y la ignición son esencialmente el mismo diseño. Los motores Mk 66 tienen un empuje substancialmente más grande 5940  N (1335 libras-fuerza) (Mod 2/3) y 6290 N (1415 libras-fuerza) (Mod 4), y un alcance más largo que los motores más viejos. Para proporcionar estabilidad adicional las cuatro toberas de los cohetes están dispuestos en un ángulo tal que le dan una ligera rotación durante el vuelo.
Las variantes del Hydra 70 pueden llevar varios tipos de explosivos, como fósforo blanco, submuniciones, munición tipo HEAT y Flechette, aunque también se pueden usar para producir iluminación o humo.

### Características técnicas del motor cohete Mk 66

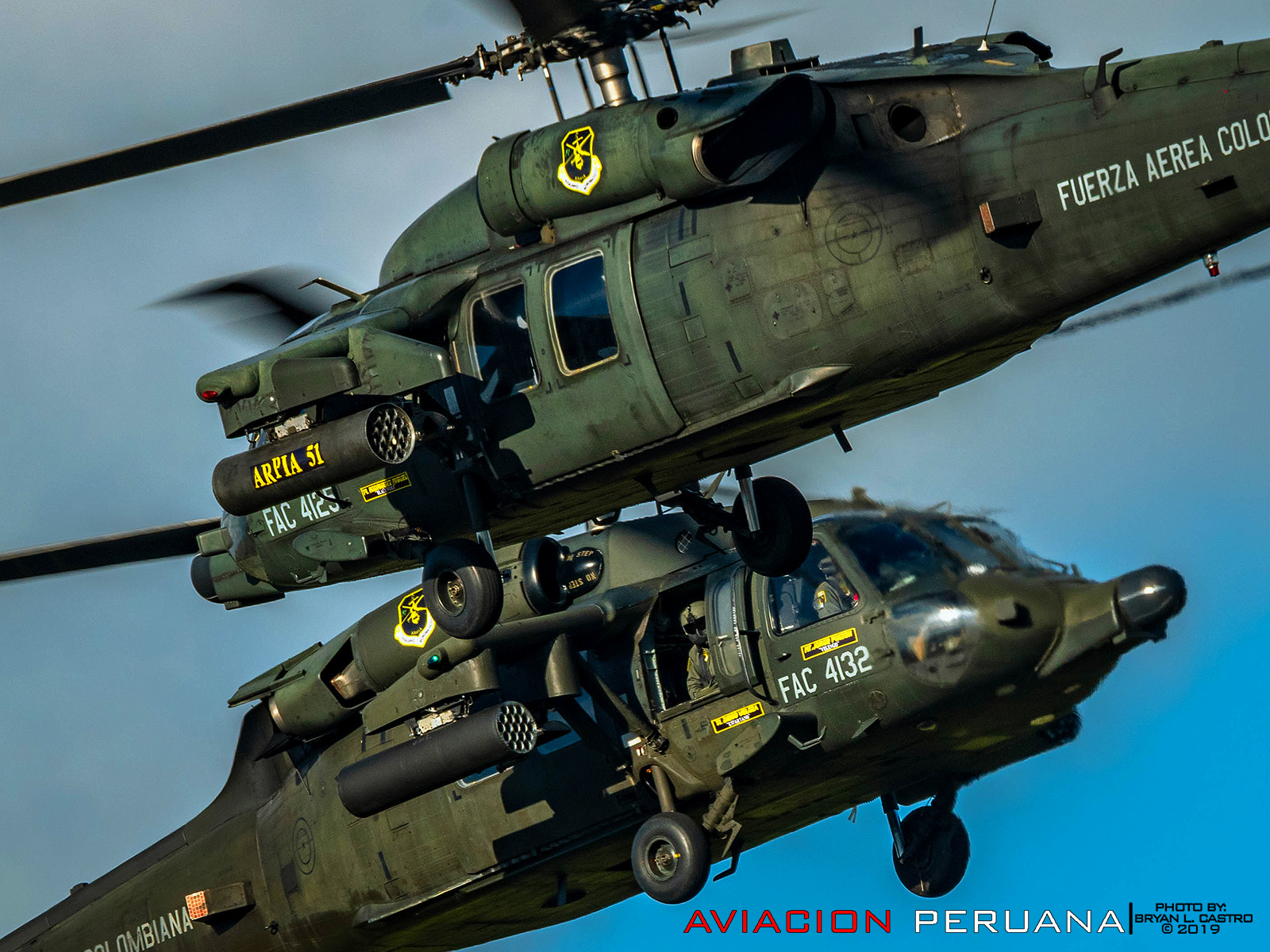
AH-60L Arpía III de la Fuerza Aérea Colombiana en la imagen se ven los lanzadores de cohetes Hydra 70

| Característica                     | Datos                                                                                              |
| ---------------------------------- | -------------------------------------------------------------------------------------------------- |
| Peso                               | 6,2 kg (13,6 libras)                                                                               |
| Longitud                           | 1060 mm (41,7 pulgadas)                                                                            |
| Duración del quemado               | 1,05 - 1,10 segundos                                                                               |
| Empuje promedio a 25° C (77° F)    | 606 kg (1335 libras) (Mod 2/3), 642 kg (1415 libras (Mod 4)                                        |
| Distancia de quemado del motor     | 400 metros (1300 pies)                                                                             |
| Velocidad de quemado del motor     | 739 m/s (2425 pies/s)                                                                              |
| Velocidad de rotación              | 10 rps, 35 rps después de salir del lanzador                                                       |
| Velocidad a la salida del lanzador | 45 m/s (148 pies/s)                                                                                |
| Aceleración                        | 60-70 g (inicial), 95-100 g (final)                                                                |
| Alcance efectivo                   | 500 a 8000 m (547 a 8749 yardas) dependiendo de la cabeza de guerra y la plataforma de lanzamiento |
| Alcance máximo                     | 11.500 metros (11.483 yardas) bajo condiciones óptimas                                             |

### Variantes del motor cohete Mk 66
| Designación | Descripción |
| ----------- | --- |
| Mk 66 Mod 0 | Motor universal WAFAR (Wrap-Around Fin Aerial Rocket, en castellano: Cohete Aéreo de Aleta Plegable); motor común para la serie de cohetes Hydra 70; prototipo original; para el Ejército de Estados Unidos                    |
| Mk 66 Mod 1 | Variante Mk 66; variante de producción; para el Ejército de Estados Unidos |
| Mk 66 Mod 2 | Variante Mk 66 Mod 1; protegido contra HERO (Hazards of Electromagnetic Radiation to Ordnance, en castellano: Peligros por la Radiación Electromagnética a las Municiones); para la Fuerza Aérea y la Armada de Estados Unidos |
| Mk 66 Mod 3 | Variante Mk 66 Mod 1; protegido contra HERO; Mk 66 Mod 2 para el Ejército de Estados Unidos |
| Mk 66 Mod 4 | Variante Mk 66 Mod 2/3; incorpora una barra de sal para reducir los gases de escape; para todos los servicios |
| Mk 66 Mod 5 | Variante Mk 66 Mod 4; incorpora ventilación de propelente durante la fase de encendido |
| Mk 66 Mod 6 | Variante Mk 66 Mod 4/5; diseñado para reducir la tendencia de los gases secundarios de combustión de encenderse en el motor de la aeronave lanzadora, principalmente el helicóptero AH-64                                      |

## Cabezas de guerra
La familiar de cohetes Hydra 70 de 70 mm (2,75 pulgadas) desempeñan una variedad de misiones. Las  cabezas de guerra unitarias y de carga son usadas para propósitos anti-material, antipersonal y de supresión. También existen cabezas de guerra para generación de pantallas de humo, iluminación y entrenamiento. Los cohetes Hydra 70 son conocidos por el tipo de cabeza de guerra o por la designación del motor cohete, el Mk 66 en las fuerzas armadas de Estados Unidos.
Las cabezas de guerra usadas por la familia de cohetes Hydra 70 se clasifican en tres categorías:
- Cabezas de guerra unitarias con espoletas de detonación al impacto o con espoletas de múltiples opciones configuradas en forma remota.
- Cabezas de guerra de carga con espoletas de  explosión aérea configurables usando el concepto de muralla en el aire o espoletas de distancia de seguridad fijas.
- Cabezas de guerra de entrenamiento.

### Opciones de espoletas
| #  | Designación      | Descripción                                                                                            | Distancia de armado, aceleración o tiempo |
| -- | ---------------- | --- | --- |
| 1  | M423             | Montaje de nariz, detonación instantánea para plataformas de baja velocidad (helicópteros)             | 43 a 93 m (47 a 102 yardas) |
| 2  | M427             | Montaje de nariz, detonación instantánea para plataformas de alta velocidad                            | 180 a 426 m (197 a 466 yardas) |
| 3  | XM436            | Explosión aérea, retraso de encendido del motor                                                        | |
| 4  | XM438/M438       | Montaje de nariz, detonación instantánea                                                               | |
| 5  | M440             | Detonación instantánea                                                                                 | |
| 6  | Mk 352 Mod 0/1/2 | Detonación instantánea                                                                                 | |
| 7  | M429             | Proximidad explosión aérea                                                                             | |
| 8  | M433             | Montaje de nariz, resistencia de capacitancia (en inglés: Resistance Capacitance, RC)                  | super rápida (en inglés: SuperQuick, PD) 10 a 45 m (11 a 49 yardas) Retraso en incrementos de 5 m (5,5 yardas) incluyendo una opción de penetración de búnkers de 3 m (3,3 yardas) |
| 9  | M439             | Montaje en la base, resistencia de capacitancia (RC), descarga de la carga seleccionable por el piloto | descarga de submuniciones entre 500 y 7200 m (547 y 7874 yardas) (en los AH-1 entre 700 y 6900 m (766 a 7546 yardas)). 27 G.                                                       |
| 10 | M442             | Explosión aérea, retraso de encendido del motor                                                        | Descarga de bengalas a los 3000 m (3281 yardas), se requieren entre 17-22 G para armarse                                                                                           |
| 11 | M446             | Montaje en la base, explosión aérea, retraso de encendido del motor                                    | |
| 12 | Modelo 113A      | Montaje de base, explosión aérea, retraso de encendido del motor                                       | |

### Cabezas de guerra comunes
| Designación | Descripción | Peso                  | Carga                                                                      | Tipo de espoleta | Opciones de espoleta               |
| ----------- | --- | --------------------- | -------------------------------------------------------------------------- | ---------------- | ---------------------------------- |
| M151        | Alto explosivo (High Explosive Point Detonating, HEPD) (en castellano: Alto explosivo de detonación instantánea '10 libras'                         | 4,2 kg (9,3 libras)   | 1,0 kg (2,3 libras) Composición B-4 Alto explosivo                         | M423             | 1,2,5,7,8                          |
| M156        | Fósforo blanco (en inglés: White phosphorus, WP) | 4,38 kg (9,65 libras) | 1,0 kg (2,2 libras) WP                                                     | M423 M429        | 1,2,6,7                            |
| M229        | Alto explosivo (HEPD); M151 '17 libras' alargado | 7,7 kg (17,0 libras)  | 2,2 kg (4,8 libras) de Composición B-4 Alto explosivo (High Explosive, HE) | M423             | 1,2,6,7                            |
| XM245       | Cabeza de guerra con submuniciones posiblemente una versión modernizada del XM80/XM99                                                               |                       | 32 contenedores XM100 CS                                                   |                  | 3                                  |
| M247        | Alto explosivo antitanque (en inglés: High-Explosive Anti-Tank, HEAT)/Alto explosivo doble propósito (en inglés: High-Explosive Dual Purpose, HEDP) | 4,0 kg (8,8 libras)   | 0,91 kg (2,0 libras) de Composición B Alto Explosivo                       | M438 PD          | 4 (integral a la cabeza de guerra) |
| M255        | Cabeza de guerra antipersonal (APERS) |                       | 2.500 flechettes de 28 gramos                                              |                  | 9                                  |

## Lanzadores
En el  Ejército de Estados Unidos los cohetes Hydra 70 son disparados desde los helicópteros AH-64A Apache y AH-64D Apache Longbow usando el lanzador de cohetes de 19 tubos M261, y del helicóptero OH-58D Kiowa Warrior usando los lanzadores de cohete de siete tubos M260. En el Cuerpo de Marines de los Estados Unidos, son lanzados desde los helicópteros AH-1 Cobra y el AH-1Z Viper desde los lanzadores M260 o M261, dependiendo de la misión. Los M260 y M261 son usados con el motor cohete de la serie Mk 66, que reemplazó a la serie del Mk 40. El motor Mk 66 es más liviano y proporciona una interfaz para configurar espoletas en forma remota. Los Hydra 70 también han sido disparados de helicópteros  UH-60 y  H-6 que prestan servicio en el ejército de Estados Unidos.
Los AH-1G Cobra y los UH-1B "Huey" usan una variedad de lanzadores incluyendo los lanzadores de cohetes M158 de siete tubos y el M200 de 19 tubos diseñados para el motor Mk 40, sin embargo, estos modelos han sido reemplazados por las variantes mejoradas en el Cuerpo de Infantería de Marina debido a que no son compatibles con el motor Mk 66.
| Designación | Descripción |
| ----------- | --- |
| M260        | LWL de 7 tubos (LightWeight Launcher, Lanzador Liviando) |
| M261        | LWL d 19 tubos |
| LAU-130/A   | Lanzador de 19 tubos |
| LAU-131/A   | Lanzador de 7 tubos |
| LAU-68D/A   | Lanzador de 7 tubos variante LAU-68C/A; compatible con el motor cohete Mk 66; revestimiento externo para protección termal; el lanzador permite disparos únicos o en ráfagas  |
| LAU-61C/A   | Lanzador de 19 tubos variante LAU-61B/A; compatible con el motor cohete Mk 66; revestimiento externo para protección termal; el lanzador permite disparos únicos o en ráfagas |

## Historial de servicio

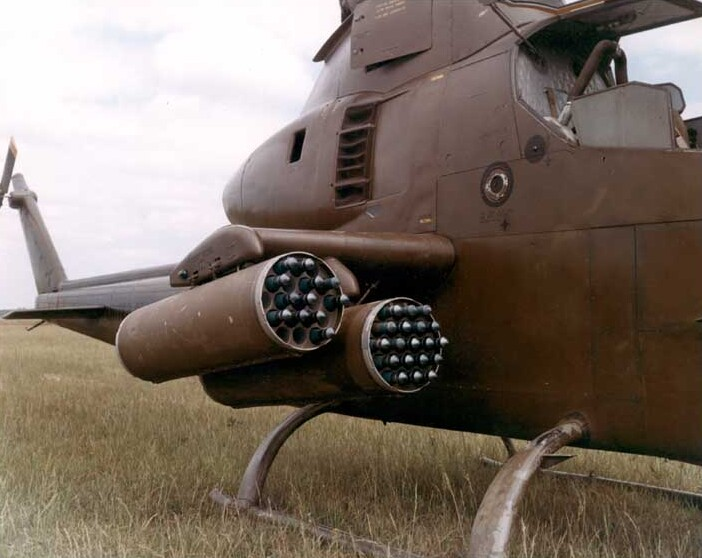
Un contenedor de misiles Hydra 70 montados en un helicóptero AH-1 Cobra

Este cohete ha sido empleado en la guerra de Corea y en la guerra de Vietnam para llevar a cabo tareas de apoyo aéreo cercano a las fuerzas terrestres desde aproximadamente 20 diferentes plataformas, tanto de ala fija como helicópteros armados. Actualmente los helicópteros  OH-58D(R) Kiowa Warrior y el  AH-64D Apache Longbow, así como el AH-1 Cobra del  Cuerpo de Infantería de Marina de Estados Unidos, están equipados con el lanzador estándar del cohete Hydra en sus pilones de armas. No solamente se ha usado por los estadounidenses; también los alemanes usan el Hydra 70 en sus helicópteros Eurocopter Tigre. Los estadounidenses están desarrollando también una guía láser compatible con el Hydra 70 para poder ser instalada en los cohetes existentes.
El sistema de cohetes Hydra 70 también es usado por la Armada de Estados Unidos y la Fuerza Aérea de Estados Unidos, y pueden ser lanzados desde los siguientes aviones de ala fija: A-4 Skyhawk, A-6 Intruder, A-7 Corsair, AV-8B, A-10, F-4, F-16, F/A-18 y el OV-10.